# Tioga (Nueva York)
Tioga es un pueblo ubicado en el condado de Tioga en el estado estadounidense de Nueva York. En el año 2000 tenía una población de 4,840 habitantes y una densidad poblacional de 31.4 personas por km².

## Geografía
Tioga se encuentra ubicado en las coordenadas 42°5′26″N 76°21′51″O / 42.09056, -76.36417.

## Demografía
Según la Oficina del Censo en 2000 los ingresos medios por hogar en la localidad eran de $36,960, y los ingresos medios por familia eran $46,650. Los hombres tenían unos ingresos medios de $27,169 frente a los $21,170 para las mujeres. La renta per cápita para la localidad era de $17,813. Alrededor del 6.5% de la población estaban por debajo del umbral de pobreza.